# CSU Ploiesti
CSU Asesoft je košarkaški klub iz rumunjskog grada Ploiestija.Osnovan je 1998., a ujedno je jedini rumunjski klub koji je igrao finale nekog eurokupa.

## Uspjesi
FIBA Eurokup Challenge
- Pobjednik: 2004.

Rumunjsko prvenstvo
- Prvak: 2004., 2005., 2006.

## Poznati igrači
- Julius Nwosu